# Пекінське бікіні

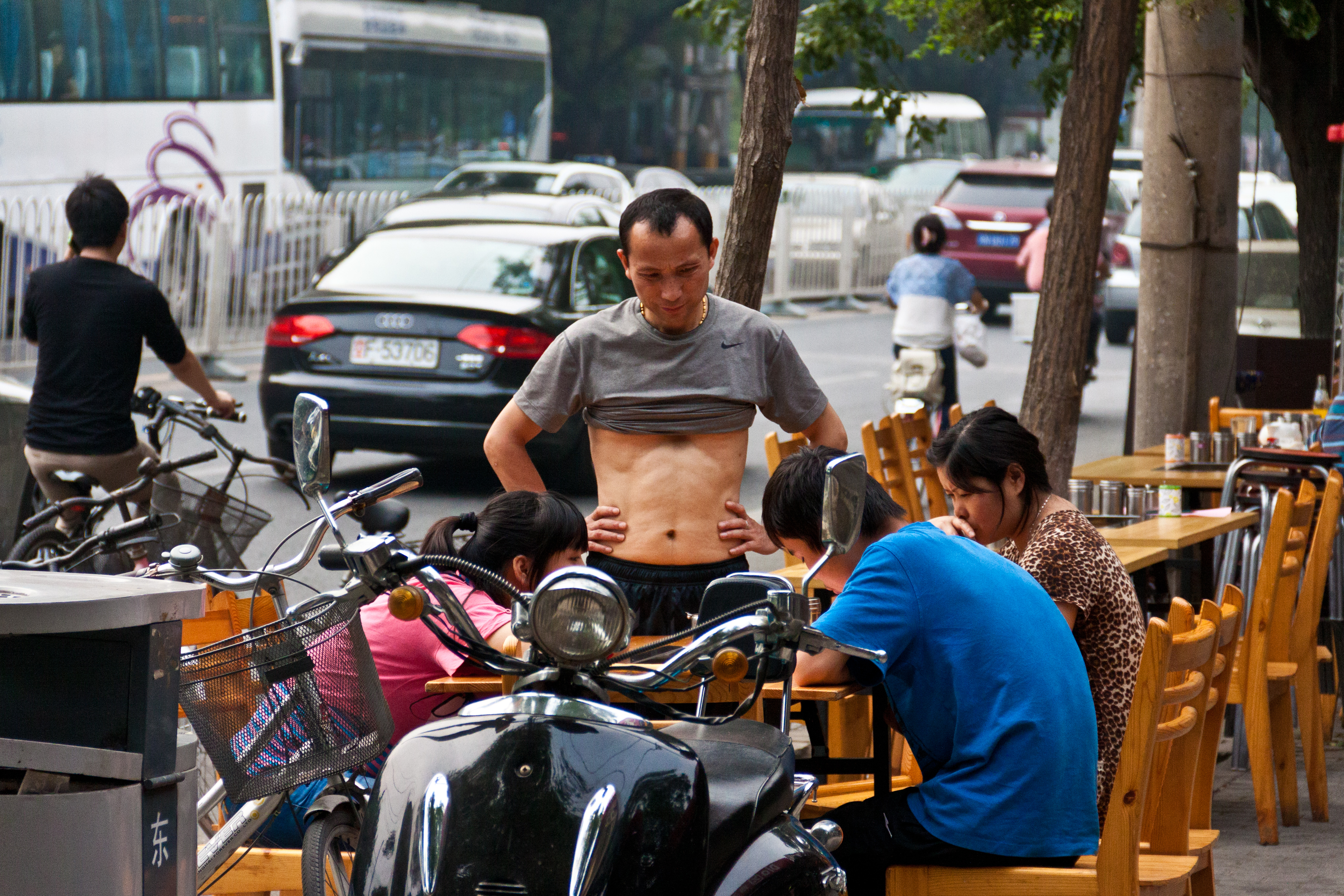
2012

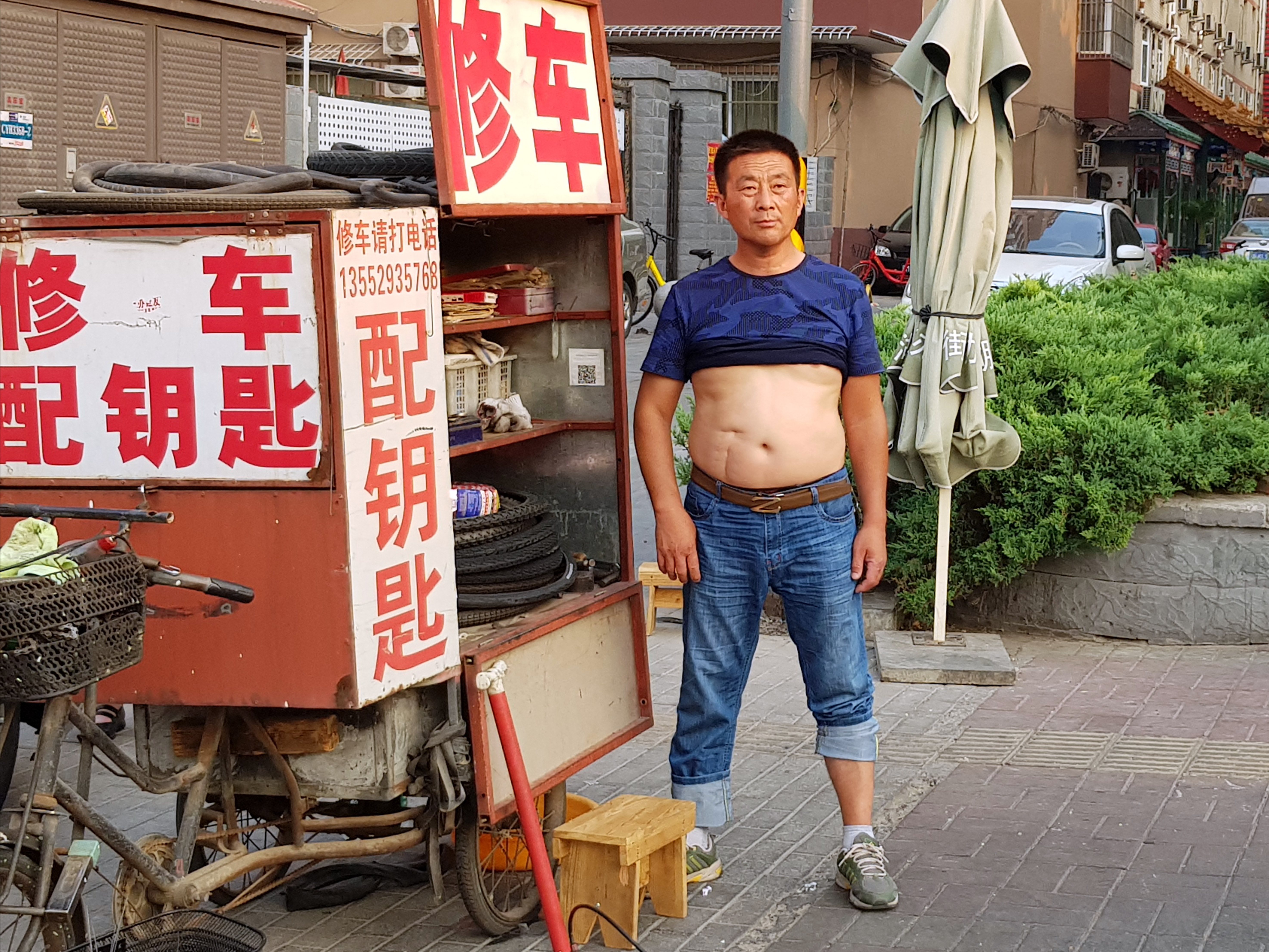
Приклад «пекінського бікіні». Чоловік в Пекіні, 2017.

«Пекінське бікіні» (англ. Beijing bikini) — стала сатирична назва звички чоловіків у Китаї підвертати (підтикати) у спекотний час у публічних місцях футболку або майку до грудей, оголюючи живіт, щоб охолодити таким чином тіло. Частіше за все ця практика характерна для робітників-чоловіків середнього і старшого віку. Незважаючи на назву, зустрічається не лише в Пекіні, а повсюдно в Китаї.
Назва «пекінське бікіні» з'явилась серед англомовних експатів у Китаї у 2010-х роках, хоча подібна практика в Китаї існувала здавна, але не мала сталої назви.